# Nuttall (Berg)
Als Nuttall bezeichnet man einen Berg in England und Wales, der mindestens 2000 Fuß (609,6 Meter) hoch ist und sich aus seiner Umgebung mindestens 50 Fuß (15,2 Meter) erhebt. Diese skurrile Einteilung wurde von John und Anne Nuttall eingeführt und umfasst 252 Berge in England und 188 in Wales.
Mit Ausnahme von Pillar Rock, einer Felsnadel am Pillar im Lake District können alle Nuttalls ohne besondere Felskletterausrüstung bestiegen werden. Bis zum September 2006 sind 134 Personen bekannt, die alle Nuttalls bestiegen haben.
Es ist kritisiert worden, dass durch Berücksichtigung einer Schartenhöhe von lediglich 15 Meter zu viele unbedeutende Berge in die Liste aufgenommen wurden. Die Liste der Hewitts ist ein Versuch, diesen Mangel zu korrigieren.
Im August 2018 wurde bekannt, dass der im Lake-District-Nationalpark gelegene Miller Moss nicht wie bisher angenommen 609 Meter, sondern 610,1 Meter hoch ist und damit in das Standardwerk The Mountains of England and Wales von Anne und John Nuttall aufgenommen werden soll.